# 弗赖恩斯海姆
弗赖恩斯海姆（德語：Freinsheim，發音：[ˈfʁaɪnshaɪm] ⓘ）是德国莱茵兰-普法尔茨州巴特迪克海姆县的城市，面积13.59平方千米，2023年12月31日人口为4,954人。